# Ivan Molan
Ivan Molan, slovenski politik, * 5. julij 1963, Sela pri Dobovi, Slovenija.
Ivan Molan je aktualni župan občine Brežice.

## Mladost
Ivan Molan se je rodil kot drugi otrok v delavsko-kmečki družini. Šolal se je na Osnovni šoli Dobova, nato je izobraževanje nadaljeval na Srednji tehnični šoli v Krškem. Študiral je v Kranju, kjer je na Fakulteti za organizacijske vede diplomiral iz organizacije in menedžmenta. Dvajset let je nato deloval v gospodarstvu, bil je tudi predsednik športnega in gasilskega društva.

## Župan občine Brežice
Leta 1998 je postal brežiški občinski svetnik. Za župana občine Brežice je Molan prvič kandidiral na nadomestnih županskih volitvah leta 2005 in tudi zmagal ter nasledil prejšnjega župana Andreja Vizjaka. Zmagal je tudi na lokalni volitvah leta 2006, 2010 in 2014, 2018 in 2022. 

## Zasebno
Je poročen in oče dveh otrok. Živi na manjši kmetiji v rodnih Selah.